# Via Làctia (Star Trek)
La Via Làctia en l'univers fictici de Star Trek, és la Galaxia on ocorren tots els fets, i on s'origina la raça humana. Pràcticament mai han sortit de la galàxia perquè l'única espècie coneguda capaç de viatjar fora de la galàxia són els Q.
La Via Làctia a Star Trek es divideix en quatre quadrants, cada un d'ells amb característiques molt diferents:

## Quadrant Alfa
Es troba entre els 0° i els 90°.
La potència dominant del Quadrant Alfa és l'Imperi Klingon, encara que una part d'aquest es troba territorialment al Quadrant Beta. La segona força militar en importància és la Federació Unida de Planetes, aliat militar de l'Imperi Klingon durant la major part de la història (encara que van ser enemics al poc d'establir el Primer Contacte). L'aliança entre ambdues potències, com va dir el vulcanià Tuvok en un capítol de Star Trek: Voyager, va portar un període de llarga prosperitat en el susdit Quadrant.
Les altres potències del Quadrant Alfa són la Unió Cardassiana, la Confederació Breen i l'Aliança Ferengi.
La Terra i els altres planetes del sistema solar pertanyen al Quadrant Alfa.

## Quadrant Beta
Es troba entre els 270° i els 0°.
La potència dominant d'aquest quadrant és l'Imperi Romulà, l'extensió del qual és un misteri. No se sap massa del que succeeix en el Quadrant Beta tret que dos imperis, el Klingon i el Romulà, han mantingut una extensa guerra per molts segles. Ambdós imperis predominen en la major part del Quadrant Beta. En general, tant el Quadrant Beta com l'Alfa es troben relativament bé comunicats entre si.

## Quadrant Gamma
Es troba entre els 90° i els 180°.
El forat de cuc bajorà uneix els 70000 anys llum de distància que el separen al Quadrant Alfa. Limita amb els quadrants Alfa y Beta encara que políticament el quadrant Gamma està influenciat per una aliança de races coneguda com el Domini, un estat interplanetari liderat pels Fundadors, una espècie de canviants líquids que modifiquen el seu cos a voluntat. Controlen centenars de mons, i els seus dos braços principals són els Jem'Hadar, poderosos guerrers militars, i els Vorta, diplomàtics i espies.

## Quadrant Delta
Es troba entre els 180° i els 270°.
La potència dominant en aquest quadrant és el Col·lectiu Borg del que són originaris, encara que representen una amenaça per a tota la galàxia. Així i tot, la major part del Quadrant Delta és caòtic i anàrquic, replet d'espècies violentes i egoistes, sense que existeixi realment cap organització interplanetaria o cap institució d'ordre estel·lar, com n'hi ha en els quadrants Alfa, Beta i Gamma. Un bon exemple serien els caçadors hirògens o les bel·licoses tribus Kazon, la raça guerrera del Quadrante Delta –similars als Klingon de l'Alfa i els Jem'Hadar del Gamma.
Mentre que les guerres, en general, s'han focalitzat localment circumscrivint-se a quadrants específics, la primera guerra galàctica registrada va ser la Guerra del Domini lliurada entre dos bàndols; l'aliança de la Federació, l'Imperi Klingon i l'Imperi Romulà contra l'aliança del Domini, l'Imperi Cardassià i la Confederació Breen, involucrant així a les potències dels Quadrants Alfa, Beta i Gamma (dos terços de la Galàxia) en una conflagració mai abans vista.